# 桃井春蔵
桃井 春蔵（もものい しゅんぞう、文政8年（1825年） - 明治18年（1885年）12月3日）は、江戸時代末期から明治時代の剣術家（鏡新明智流第4代）。旧姓は田中、幼名は甚助、通称は左右八郎、諱は直正。「桃井春蔵」の名は士学館の館主が代々襲名した名跡であり、直正は4代目桃井春蔵である。「品格随一」といわれた。

## 経歴

### 生い立ち
駿河国沼津藩藩士・田中豊秋の次男として生まれる。沼津で直心影流剣術を2年ほど学び、天保9年（1838年）に江戸へ出て、14歳で鏡新明智流の道場・士学館（3代目桃井春蔵）に入門。17歳で初伝目録を得て、才能を師匠に見込まれ、その婿養子に取り立てられる。

### 4代目桃井春蔵を継承
23歳で皆伝、25歳で奥伝を得て、嘉永5年（1852年）、27歳で士学館4代目桃井春蔵を継いだ。4代目で士学館道場は栄え、後に斎藤弥九郎の練兵館（神道無念流）、千葉周作の玄武館（北辰一刀流）と並んで幕末江戸三大道場の一つに数えられる。「位は桃井、技は千葉、力は斎藤」といわれた。
安政3年（1856年）、土佐から武市瑞山が岡田以蔵らを伴い江戸に出て、士学館に入門する。春蔵は武市の腕前と人物を高く評価して、塾頭に任じた。
文久2年（1862年）、幕府から与力格二百俵に登用され幕臣となり、翌年には講武所剣術教授方出役に任じられる。
慶応元年（1865年）12月暮、稽古納めを終えた春蔵と高弟8人が市谷田町を歩いていると、新徴組の隊列と出くわした。隊士たちが「（道の）片側に寄れ、もっと寄れ」と凄んだため、高弟のひとり上田馬之助が怒ると、隊士たちが抜刀し、あわや斬り合いになりかけた。そこで春蔵が「私は公儀与力・講武所教授方桃井春蔵という者、ここにいるのは士学館の弟子である。ご希望ならばお相手する」と言うと、新徴組が謝罪して喧嘩は収まった。

### 幕府軍
慶応3年（1867年）、幕府軍の遊撃隊頭取並に任じられ、将軍・徳川慶喜の上洛に警護役として同行。大坂玉造臨時講武所剣術師範となる。しかし同年、大坂城での軍議で戊辰戦争の開戦に反対し、開戦派の幕府軍人と対立して幕府軍を離脱。幕府軍人に命を狙われることとなり、士学館の高弟数名とともに大雪の夜、南河内の幸雲院という寺に落ち延びる。
翌慶応4年1月3日（1868年1月27日）に鳥羽・伏見の戦いが開戦。幕軍は敗れ、大坂城は炎上し、京坂は官軍に占領された。同年5月、幕府から桃井に彰義隊への入隊勧誘があったが、これを断り、逆に官軍からの要請で川崎東照宮（建国寺）境内（現・大阪市北区天満 滝川小学校所在地）に道場を建て、大坂の治安維持に当たる薩摩・長州・芸州の兵に撃剣を指導した。

### 浪花隊
同年、大阪府が設置されると、大坂与力と同心を中心とする府兵80人が治安維持を担当することとなり、浪花隊（浪華隊）と名乗る。春蔵は浪花隊の監軍兼撃剣師範に就任し、事実上の隊長となり隊を率いた。翌1869年（明治2年）、隊員は600人以上に増えた。この頃、北桃谷町（現大阪市中央区）に士学館道場を再興。高弟で浪花隊隊員でもある秋山多吉郎（当時桃井）を師範代兼塾頭に置いた。浪花隊は1870年（明治3年）に解散した。

### 晩年
浪花隊解散後、春蔵は大阪府権大属を経て、1874年（明治7年）10月、堺県の等外吏になり、応神天皇陵・仲姫皇后陵の陵掌を務める。1875年（明治8年）、誉田八幡宮の祠官となり、境内に道場を建て撃剣や儒学を教授した。
晩年は神に仕える穏やかな生活を送ったが、刃物で襲いかかってきた強盗3人を大和川に投げ込んだり、狩猟中に誤って応神天皇陵に発砲した大阪府知事の胸ぐらをつかんで怒鳴りつけるなど、豪快な逸話も残している。1884年（明治17年）11月、大阪府御用掛剣道指南方に任ぜられたが、1885年（明治18年）、コレラで死去した。享年61。
2005年（平成17年）、全日本剣道連盟剣道殿堂に顕彰された。